# Údrnice
Údrnice (en allemand : Audernitz) est une commune du district de Jičín, dans la région de Vysočina, en République tchèque. Sa population s'élevait à 313 habitants en 2022.

## Géographie
Údrnice se trouve à 10 km au sud-ouest de Jičín, à 45 km à l'ouest-nord-ouest de Hradec Králové à 68 km à l'est-nord-est de Prague.
La commune est limitée par Bystřice et Chyjice au nord, par Jičíněves à l'est, par Kopidlno à l'est et au sud, et par Libáň à l'ouest.

## Histoire
La première mention écrite de la localité date de 1320.

## Galerie

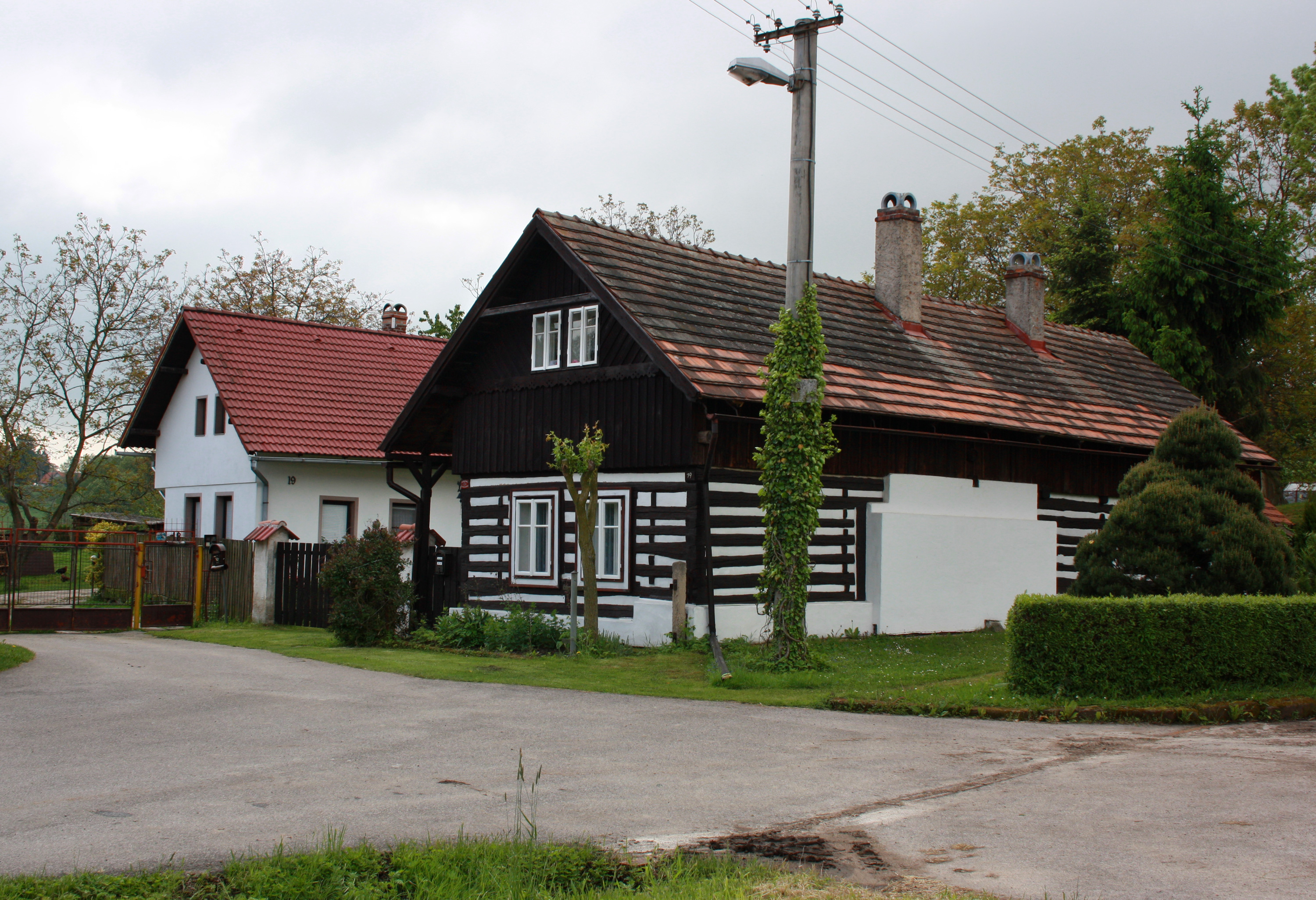
Údrnice : chalets au sud.
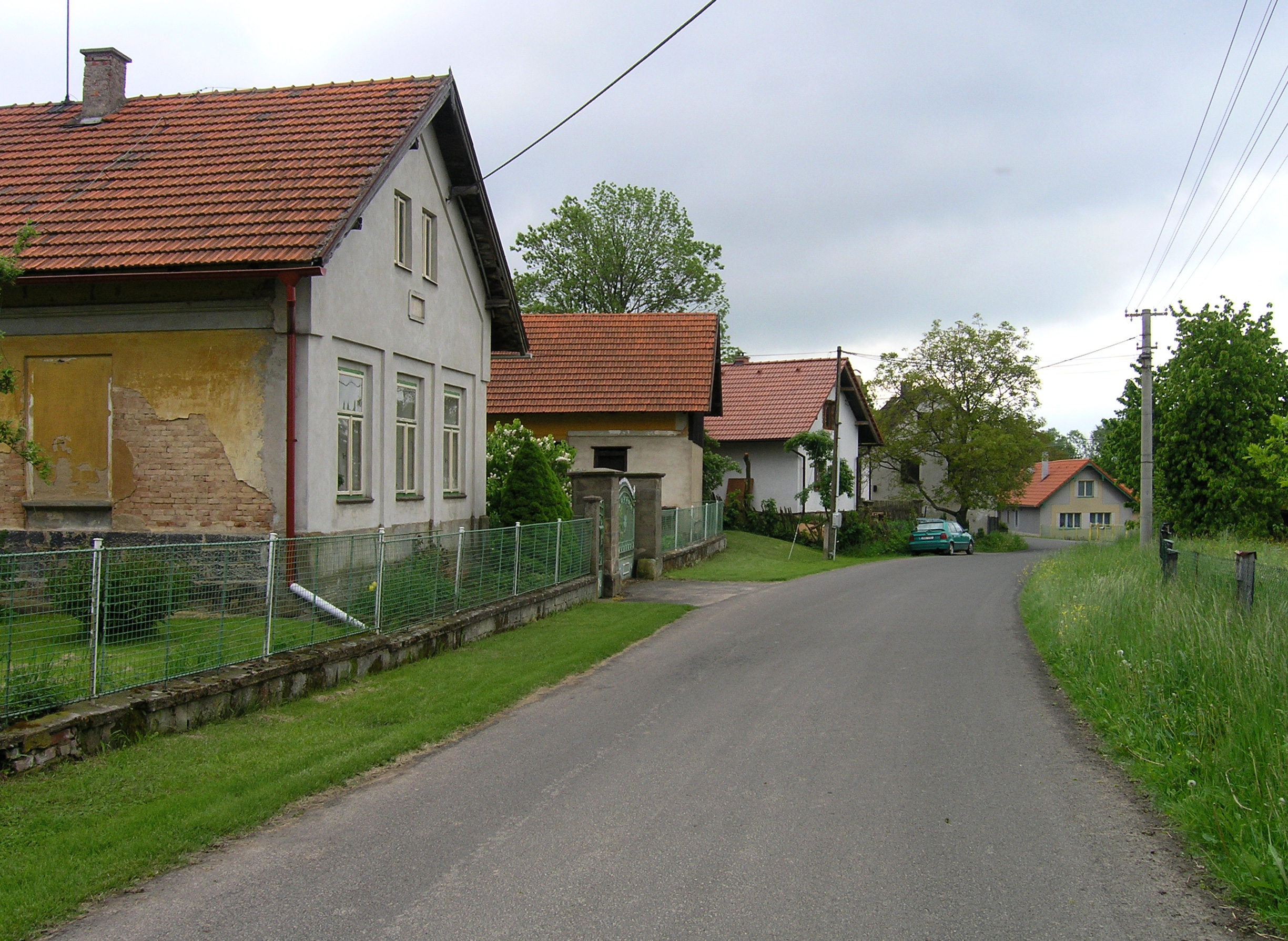
Údrnice : quartier est.

## Administration
La commune se compose de trois sections :
- Údrnice
- Bílsko
- Únětice

## Transports
Par la route, Údrnice se trouve à 15 km de Jičín, à 56 km de Hradec Králové et à 89 km de Prague. 